# تيرثاكس ديزاين ستوديوز
تيرثاكس ديزاين ستوديوز (بالإنجليزية: Tiertex Design Studios)‏، هي شركة بريطانية سابقة كانت تشرف على تطوير ألعاب الفيديو، تأسست سنة 1987، وأغلقت سنة 2021، وكان مقرها يقع في ماكليسفيلد.